# Euprosthenops benoiti
Euprosthenops benoiti là một loài nhện trong họ Pisauridae.
Loài này thuộc chi Euprosthenops. Euprosthenops benoiti được miêu tả năm 1976 bởi Blandin.